# Старомукменевська сільська рада
Старомукме́невська сільська рада (рос. Старомукменевский сельский совет) — сільське поселення у складі Асекеєвського району Оренбурзької області Росії.
Адміністративний центр — село Старомукменево.

## Історія
2007 року було ліквідовано селище Тархани.

## Населення
Населення — 441 особа (2019; 658 в 2010, 810 у 2002).

## Склад
До складу сільської ради входять:
| Населений пункт      | Населення, осіб (2002) | Населення, осіб (2010) |
| -------------------- | ---------------------- | ---------------------- |
| Ігенчеляр, селище    | 3                      | 0                      |
| Старомукменево, село | 685                    | 565                    |
| Тархани, селище      | 0                      | -                      |
| Шамассовка, селище   | 122                    | 93                     |